# Tre Simmons
Chester Benjamin Simmons III, detto Tre (Seattle, 24 luglio 1982), è un ex cestista statunitense.

## Palmarès

### Squadra
- Campionato israeliano: 2

Hapoel Holon: 2007-08
Maccabi Tel Aviv: 2008-09
- Campionato ceco: 4

ČEZ Nymburk: 2010-11, 2011-12, 2013-14, 2014-15
- Coppa della Repubblica Ceca: 2

ČEZ Nymburk: 2011, 2012
- Coppa di Russia: 1

Krasnye Kryl'ja Samara: 2012-13
- Coppa di Lega israeliana: 1

Hapoel Gerusalemme: 2009
- EuroChallenge: 1

Krasnye Kryl'ja Samara: 2012-13

### Individuale
- MVP Coppa di Lega israeliana: 1

Hapoel Gerusalemme: 2009
- MVP finals EuroChallenge: 1

Krasnye Kryl'ja Samara: 2012-13